# قضاة من أجل مصر
قضاة من أجل مصر، هي رابطة تضم مجموعة من القضاة من كل أعضاء الهيئات القضائية يرون ضرورة امتداد التغيير السياسي في مصر إلى كافة مؤسسات الدولة لتقوم الجمهورية الجديدة على أسس من القانون. كان لهم دور في المشهد العام والتحول الديمقراطي في مصر. ولا ينتمون إلى هيئة قضائية واحدة بل ينتمون إلى مختلف الهيئات القضائية، وقد ارتبط اسمهم بشكل كبير بإجراء الانتخابات الرئاسية المصرية 2012 في مرحلة ما بعد ثورة 25 يناير المصرية، خلال المرحلة الأولى والثانية. تواصلوا مع الرأى العام بشكل مباشر من خلال مؤتمرات صحفية.

## المبادئ
يعرّف قضاة من أجل مصر أنفسهم بأنهم نخبة من قضاة مصر وأعضاء الهيئات القضائية لا ينتمون إلى حزب أو جماعة، بل يدورون مع الحق حيث دار، ويحملون لواء الدفاع عن استقلال القضاء وكرامة القضاة.

## الظهور
ظهر اسم «قضاة من أجل مصر» بوضوح عندما ارتبط بالتحول الديمقراطي الذي أعقب ثورة 25 يناير 2011 في مصر، خصوصا في مرحلة الانتخابات الرئاسية، فقد حرص هؤلاء القضاة على التواصل مع الرأي العام بشكل مباشر عبر المؤتمرات الصحفية في فترة الانتخابات الرئاسية بمرحلتيها الأولى والثانية.

## دورهم في التحول الديمقراطى والانتخابات الرئاسية
في أثناء إجراء الانتخابات الرئاسية في مصر 2012 قام قضاة من أجل مصر بتجميع أعداد أصوات الناخبين والأصوات الصحيحة من خلال المحاضر الرسمية لنتائج أعمال اللجان الانتخابية وأعلنوها في كل من الجولتين الجولة الأولى وجولة الإعادة.

## آراء أشادت بهم
نظرا لما ساقه قضاه من أجل مصر من أنهم لا ينتمون إلى أي حزب أو فصيل سياسى وأن هدفهم هو أن يحقق التغيير السياسى الحاصل في مصر إلى إقرار دولة القانون فقد أدى ذلك إلى تقدير كبير لدورهم من قطاعات مختلفة في المجتمع وهو ما أكد عليه أحد الأعضاء في قضاة من أجل مصر

## النقد الموجه لهم
وجهت انتقادات لقضاة من أجل مصر على اعتبار أنهم يقومون بأداء دور سياسى وهو ما نفوه في الكثير من المناسبات، لكنهم أعلنوا أنهم سوف يشرفون على الإستفتاء لأنه واجب عليهم ويجب على القضاة الابتعاد عن الصراعات الساسية.

## الإشراف على الانتخابات
إبان السجال الدائر حول الجمعية التأسيسية لوضع الدستور في مصر، وظهور بعض الأصوات التي تلوح بما يمكن وصفه نوع من التهديد بعدم الإشراف القضائى على الانتخابات والإستفتاءات فقد عقد قضاة من أجل الاستقلال مؤتمرا بنقابة الصحفيين المصريين للتأكيد على التزام القضاة بالقيام بواجبهم المهنى كقضاة وأكدوا على أنهم لا يحق لهم محاباة قوى سياسية أو الانخراط في المسائل السياسية إذ هي خارج نطاق مهام مهنتهم وأكدوا على القيام بدورهم في الإشراف على الانتخابات إقامة للعدالة وحرصا عليها على حد وصفهم.